# Combate de Atacames
El combate de Atacames fue un enfrentamiento naval de la guerra anglo española que tuvo lugar del 29 de junio al 1 de julio de 1594 entre el galeón inglés Dainty al mando del corsario inglés Richard Hawkins y una escuadra española de un galeón comandada por Beltrán de Castro en la desembocadura del río Esmeraldas, actual Ecuador.

## Antecedentes
En 1593 el pirata y corsario inglés Hawkins, hijo de John Hawkins emprendió una expedición a bordo del Dainty para el saqueo y ataque de poblaciones españolas americanas en la costa del pacífico. Partiendo de Portsmouth, cruzó el estrecho de Magallanes y llegó a Valparaíso (actual Chile) donde saqueó la villa y capturó cuatro embarcaciones. Continuó con destino norte, encontrándose en Chincha el 4 de junio.

## Batalla
Se libró en la bahía de Atacames, los días 1 y 2 de julio de 1594, cuando una flota de la Armada del Mar del Sur dio alcance al Dainty.
Los españoles, que vigilaban al corsario, enviaron tres naves con 74 cañones y 300 tripulantes comandadas por Beltrán de Castro, que salieron del puerto del Callao en su persecución. El 1 de julio, al doblar la punta de Súa (cantòn Atacames), los españoles encontraron al The Dainty, contra el que iniciaron un combate que tuvo que suspenderse al llegar la noche, continuando la mañana siguiente. El barco inglés fue abordado y la tripulación se rindió con la condición de que se respetara sus vidas.
Los ingleses, que eran 120 según historiadores españoles, o 75 según el capitán del The Daínty; tuvieron en sus filas 27 muertos y 17 heridos. Los ingleses fueron llevados a Lima, donde al enterarse de la noticia del triunfo, el 14 de septiembre, se celebraron grandes fiestas. Se habló de quemar a los piratas como herejes, pero no se hizo y Hawkins cumplió siete años de cárcel entre Lima y España. 
Este combate fue inmortalizado por el famoso escritor Lope de Vega en su Dragontea; por Luis Antonio de Oviedo en el poema Santa Rosa de Lima, y por Pedro de Peralta Barrionuevo en su Lima fundada.